# 줄리아 하트
줄리아 하트(Julia Hart)는 대한민국의 인디 밴드이다. 밴드 이름은 아담 샌들러와 드류 배리모어 주연의 1998년 영화 '웨딩 싱어'에서 따왔다.

## 구성원
- 정바비 - 보컬, 기타
- 송무곤 - 기타, 보컬
- 정주식 - 베이스 기타
- 김나은 - 기타, 보컬
- 유병덕 - 드럼

## 결성과 밴드의 간략한 역사
2000년 언니네 이발관 출신의 정바비(본명 정대욱)와 '이스페셜리 웬'의 김경모를 중심으로 결성되었다. 최초의 라인업은 정바비, 김경모, 드럼에 서준호(aka 볼빨간),베이스에 강현선이다. 이후 강현선이 탈퇴한 자리를 '코스모스'의 이원열이 메우고 데뷔 앨범 《가벼운 숨결》을 2002년에 발매하였다. 이후 정바비의 군입대로 2년간 공백을 가진 후 드럼에 오!부라더스의 안태준, 기타에 은희의 노을의 김경탁을 영입하여 2004년 발매한 싱글 《미스 초컬릿》이 '베이직 하우스'의 TV 광고에 쓰이는 등 대중적으로 좋은 반응을 얻었다. 이어 발매한 2집 《영원의 단면》은 라이너스의 담요의 연진, BMX Bandits의 Francis Macdonald등의 뮤지션이 참여하였으며 2005년 한국대중음악상 모던락 부문의 후보에 오르기도 하였다. 하지만 2집 발매 직후 이원열이 탈퇴하고, 이어 김경탁과 안태준도 밴드를 그만두어 2006년에는 정바비 혼자서 세션등의 도움을 받아 3집 앨범 《당신은 울기 위해 태어난 사람》을 제작하였다. 언니네 이발관의 이석원의 보컬 피쳐링 등이 눈길을 끄는 이 앨범은 다수의 리뷰어들로부터 2006년 주목할 만한 음반으로 꼽힌 바 있다. 이후 베이스 세션이던 정주식이 정식 멤버로 들어오고, 홈페이지를 통해 모집한 기타의 송무곤까지 3인조로 재편, 4집 앨범 《HOT MUSIC》을 발매하였다. 2010년에는 비트볼 뮤직으로 이적하여 EP 《B》를 발매하였다. 이 앨범은 2010년 4월 8일자 네이버 뮤직 이주의 국내 앨범에 선정되기도 했다.

## 음반 목록

### 정규 음반
1. 《가벼운 숨결》 - (2002년 1월)
2. 《영원의 단면》 - (2005년 4월)
3. 《당신은 울기 위해 태어난 사람》 - (2006년 7월)
4. 《HOT MUSIC》 - (2007년 10월)
5. 《인디 달링을 찾아서》 - (2014년 4월)
6. 《서교》 - (2017년 10월)

### 싱글
- 《Miss Chocolate》 - (2004년 9월)
- 《돌아와/한국소녀의 겨울(Digital Single》] - (2009년 9월)

### EP
- 《빗방울보들》 - (2005년 7월)
- 《B》 - (2010년 3월)

## 경력
- 2002년 영화 후아유 사운드트랙 참여
- 2005년 한국대중음악상 모던록 부문 노미네이트
- 2009년 그랜드 민트 페스티벌 출연
- 2010년 EP 《B》가 네이버 뮤직 오늘의 국내 앨범에 선정